# Bidens bipinnata
Bidens bipinnata (Череда двопериста) — вид квіткових рослин з родини айстрових, роду череда.

## Опис

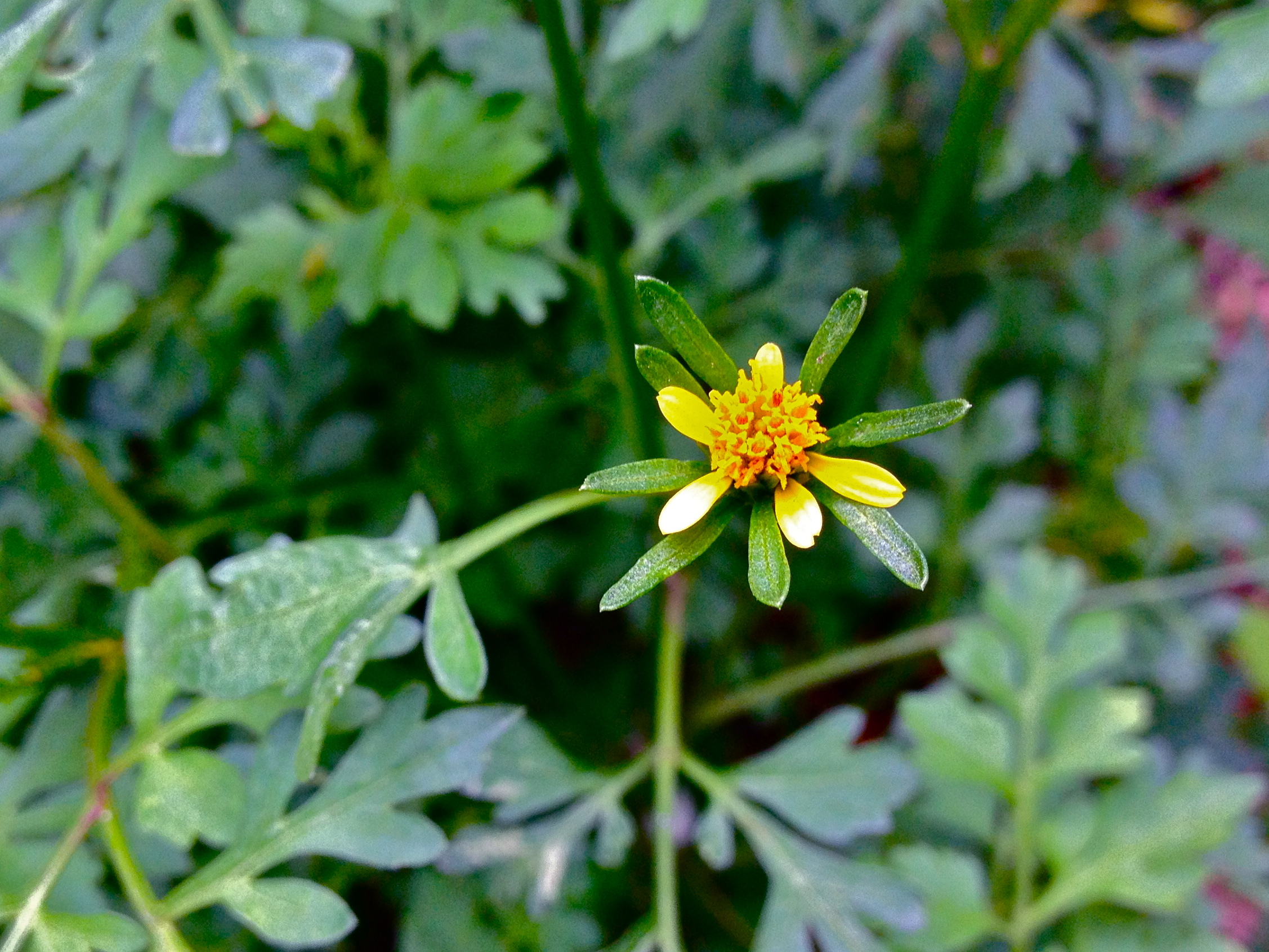

Однорічні трави від 15 до 150 та більше см заввишки. Черешки 20-50 мм; листові пластинки округло-дельтасті до яйцеподібної або ланцетної форми в цілому, (20-)30-70+ × (20-)30-60+ мм, 1-, 2- або 3-перисторозсічені, кінцеві частки оберненояйцеподібні або ланцетні, 15- 45+ × 10-25+ мм, обидві поверхні зазвичай голі, основи зрізані до клиноподібних, кінцевий край цілісний, іноді війчастий, вершини заокруглені до гострих або загострених. Головки зазвичай поодинокі, іноді утворюють щиткоподібні групи; квітконоси (10-)20-50(-100) мм. Капітула промениста або дископодібна; чашечкові приквітки (7 або 8-10), лінійні, 3-5 мм, більш-менш притиснуті, вісь зазвичай гола, край війчастий; обгортки більш-менш дзвоникові, 5-7 × 3-4(-5) мм; листків 8-12, від ланцетних до лінійних, 4-6 мм. Променеві квітки відсутні або 3-5 (іноді більше); пластинка жовтувата або білувата, 1-2(-3) мм. Дискові суцвіття 10-20(-30+); віночки жовтуваті до білуватих, 2-3 мм. Сім'янки червоно-коричневі, зовнішні слабо стиснуті, 7-15 мм, внутрішні більш-менш 4-кутні, лінійні до лінійно-веретеноподібні, 12-18 мм, грані 2-жолобчасті, часто горбко-гіспідулярні, край не війчастий, верхівка більш-менш загострена; щічка з 2, 3 або 4 прямостоячих до розбіжних, назад колючих остюків 2-4 мм. 2n = 24, 72.

## Поширення
Bidens bipinnata, ймовірно, походить зі Східної Азії та інтродукований у Південній та Південній Америці, Європі, Азії та на островах Тихого океану. Зростає в Камбоджі, Кореї, Лаосі, Непалі, Таїланді, В'єтнамі, Китаї, на Тайвані, в Європі, Північній та Південній Америці, на островах Тихого океану. У Китаї зустрічається в провінціях Аньхой, Фуцзянь, Ганьсу, Гуандун, Хебей, Цзянсу, Цзянсі, Цзілінь, Ляонін, Внутрішня Монголія, Шеньсі, Шаньдун, Шаньсі, Сичуань, Юньнань, Чжецзян та в Гуансі-Чжуанському автономному районі. У США — в штатах Алабама, Аризона, Арканзас, Коннектикут, Округ Колумбія, Флорида, Джорджія, Іллінойс, Індіана, Айова, Канзас, Кентуккі, Луїзіана, Меріленд, Міссурі, Небраска, Нью-Джерсі, Нью-Мексико, Нью-Йорк, Північна Кароліна, Огайо, Оклахома, Пенсильванія, Род-Айленд, Південна Кароліна, Теннесі, Техас, Вірджинія, Західна Вірджинія. У Канаді — в провінціях Нью-Брансвік та Онтаріо.

## Екологія
Зростає в полях, лісах, заболочених місцях; нижче 1800 метрів над рівнем моря. Цвіте в серпні-жовтні.